# ماتیاس گیدسل
ماتیاس گیدسل (انگلیسی: Mathias Gidsel؛ زادهٔ ۸ فوریهٔ ۱۹۹۹) بازیکن هندبال اهل دانمارک است.